# L.U.V (bài hát của BTOB)
L.U.V là đĩa đơn tiếng Nhật thứ năm của nhóm nhạc nam Hàn Quốc, BTOB. Đĩa đơn này được Kiss Entertainment phát hành vào ngày 15 tháng 6 năm 2016. L.U.V đã đạt vị trí thứ nhất trên bảng xếp hạng đĩa đơn ngày và tuần của Oricon Singles Chart. Đĩa đơn này đã bán được hơn 62.000 bản trong ngày đầu tiên và hơn 77.000 bản trong tuần đầu. L.U.V cũng đã đạt vị trí thứ nhất trên bảng xếp hạng Billboard Japan Hot 100.
Đĩa đơn này có năm phiên bản - phiên bản giới hạn CD hoặc DVD, 3 phiên bản CD thường với các bài B-sides khác nhau, cùng với bìa ảnh từng thành viên.

## Danh sách bài hát
| Phiên bản giới hạn CD | Phiên bản giới hạn CD | Phiên bản giới hạn CD |
| STT                   | Nhan đề               | Thời lượng            |
| --------------------- | --------------------- | --------------------- |
| 1.                    | "L.U.V"               | 4:42                  |
| 2.                    | "Jump!"               | 4:05                  |
| 3.                    | "Go for it"           | 3:29                  |
| 4.                    | "Beyond the Time"     | 5:22                  |
| 5.                    | "L.U.V Instrumental"  | 4:42                  |
| Tổng thời lượng:      | Tổng thời lượng:      | 22:20                 |

| Phiên bản giới hạn DVD | Phiên bản giới hạn DVD | Phiên bản giới hạn DVD |
| STT                    | Nhan đề                | Thời lượng             |
| ---------------------- | ---------------------- | ---------------------- |
| 1.                     | "L.U.V PV"             |                        |
| 2.                     | "PV Making"            |                        |

| Phiên bản thường A | Phiên bản thường A   | Phiên bản thường A |
| STT                | Nhan đề              | Thời lượng         |
| ------------------ | -------------------- | ------------------ |
| 1.                 | "L.U.V"              | 4:42               |
| 2.                 | "Jump!"              | 4:05               |
| 3.                 | "L.U.V Instrumental" | 4:42               |
| 4.                 | "Jump! Instrumental" | 4:05               |
| Tổng thời lượng:   | Tổng thời lượng:     | 17:34              |

| Phiên bản thường B | Phiên bản thường B       | Phiên bản thường B |
| STT                | Nhan đề                  | Thời lượng         |
| ------------------ | ------------------------ | ------------------ |
| 1.                 | "L.U.V"                  | 4:42               |
| 2.                 | "Go for it"              | 3:29               |
| 3.                 | "L.U.V Instrumental"     | 4:42               |
| 4.                 | "Go for it Instrumental" | 3:29               |
| Tổng thời lượng:   | Tổng thời lượng:         | 16:22              |

| Phiên bản thường C | Phiên bản thường C             | Phiên bản thường C |
| STT                | Nhan đề                        | Thời lượng         |
| ------------------ | ------------------------------ | ------------------ |
| 1.                 | "L.U.V"                        | 4:42               |
| 2.                 | "Beyond the Time"              | 5:22               |
| 3.                 | "L.U.V Instrumental"           | 4:42               |
| 4.                 | "Beyond the Time Instrumental" | 5:22               |
| Tổng thời lượng:   | Tổng thời lượng:               | 20:08              |

## Xếp hạng
| Ngày phát hành      | Bảng xếp hạng Oricon  | Vị trí | Doanh số mở đầu | Doanh số tổng |
| ------------------- | --------------------- | ------ | --------------- | ------------- |
| 15 tháng 6 năm 2016 | Daily Singles Chart   | 1      | 62.131          | 78.836        |
| 15 tháng 6 năm 2016 | Weekly Singles Chart  | 1      | 76.591          | 78.836        |
| 15 tháng 6 năm 2016 | Monthly Singles Chart | 4      | 78.836          | 78.836        |
| 15 tháng 6 năm 2016 | Yearly Singles Chart  | 67     | 78.836          | 78.836        |